# وحدة الجنس البشري في البهائية
تؤمن العقيدة البهائية بأن هناك جنسٌ بشريٌ واحدٌ، والبشر جميعًا هم أبناء عائلةٍ إنسانيةٍ واحدةٍ، والاختلافات الظاهرية بينهم تميزهم لا تفرقهم. يعتقد البهائيون بأن التحيزات وسوء الفهم التي تجعل مجموعةً من الناس تعتقد بأنها متفوقةٌ على الآخرين تسبب العديد من المشاكل. في اعتقادهم، لا توجد جماعةٌ عرقيةٌ أو ثقافيةٌ أو دينيةٌ أفضل من غيرها، فكل البشر خُلقوا شرفاء والجميع متساوون عند الله. وعليه فإن وحدة الجنس البشري هي إحدى أهم تعاليم بهاءالله وعليه تتمحور التعاليم الأخرى.
إن مبدأ وحدة الجنس البشري في البهائية لا تعني فرض التوحيد والتماثل، فالكتابات البهائية تعزز مبدأ الوحدة في التنوع والتناغم في التعدد. فالتنوع العرقي والثقافي والفكري وغيرها من أشكال التنوع جميلٌ وهو موضع تقديرٍ. وقد شبّه عبدالبهاء التنوع بين البشر بالحديقة المليئة بالأزهار المختلفة الألوان والأشكال، وهذا التنوع هو ما يجعلها أكثر جمالًا وحيويةً.

## وحدة الجنس البشري
يعتقد البهائيون بأن الجنس البشري واحدٌ، وأن البشر متساوون مثل ثمار الشجرة الواحدة وأوراق الغصن الواحد، فقد صرّح بهاءالله (مؤسس وشارع الدين البهائي) قائلًا: «كلكم أثمار شجرةٍ واحدةٍ وأوراق غصنٍ واحدٍ. تعاملوا مع بعضكم البعض بأقصى درجات الحب والانسجام والألفة والمودة». وتجد في المصادر البهائية بأن البشر هم جميعًا أعضاء عائلةٍ إنسانيةٍ واحدةٍ، ويعتبر شوقي أفندي مبدأ وحدة الجنس البشري جوهر جميع التعاليم البهائية.
تنصّ الكتابات البهائية أن هناك إنسانيةٌ واحدةٌ وأن الناس متساوون أمام الله. وتؤكد العقيدة البهائية على وحدة الإنسانية التي تتجاوز كل تقسيمات العرق والأمة والجنس والطائفية والطبقة الاجتماعية والدين وغيرها، مع الاحتفاء بتنوعها. يقول عبدالبهاء أن توحيد البشر أصبح اليوم «القضية والمسألة الأساسية في الظروف الدينية والسياسية في العالم». كما تؤكد الكتابات البهائية على الوحدة البيولوجية والروحية للبشر، هذه الوحدة هي حقيقةٌ روحيّةٌ تؤكِّدها العلوم الإنسانيّة أيضًا؛ فعلم الإِنسان، وعلم وظائف الأعضاء، وعلم النّفس تعترف بانتماء الإنسان إلى أصلٍ واحد، رغم أَنَّ المظاهر الثّانويّة لحياته تختلف وتتنوَّع بصورةٍ لا حصر لها ولا عدّ.
يوضّح عبدالبهاء أن النموذج الملحّ للتداخل والتكامل للثقافات في العالم والشعوب يكمن في خاصية التّشكيل والتّنسيق الذي يتسم بهما الجسم البشري. فهذا الكائن الذي يحتوي على الملايين من الخلايا ذات التّنوع الهائل من حيث الشكل والوظيفة تعمل كلّها في تعاونٍ وتنسيقٍ لتجعل من الوجود البشريّ ممكنًا. فكلّ خليةٍ مهما صَغُرت لها دورٌ تقوم به في المحافظة على سلامة الجسم، ومنذ البداية ترتبط كلٌّ منها بعمليةٍ من الأخذ والعطاء مستمرّة مدى الحياة.
يعتقد البهائيون بأن التحيزات وسوء الفهم التي تجعل مجموعةً من الناس تعتقد بأنها متفوقةٌ على الآخرين تسبب العديد من المشاكل. في اعتقادهم، لا توجد جماعةٌ عرقيةٌ أو ثقافيةٌ أو دينيةٌ أفضل من غيرها، فكل البشر خُلقوا شرفاء والجميع متساوون عند الله. وعليه فإن وحدة الجنس البشري هي إحدى أهم تعاليم بهاءالله وعليه تتمحور التعاليم الأخرى.
إن مبدأ وحدة الجنس البشري في البهائية لا تعني فرض التوحيد والتماثل، فالكتابات البهائية تعزز مبدأ الوحدة في التنوع والتناغم في التعدد. فالتنوع العرقي والثقافي والفكري وغيرها من أشكال التنوع جميلٌ وهو موضع تقديرٍ. وقد شبّه عبد البهاء التنوع بين البشر بالحديقة المليئة بالأزهار المختلفة الألوان والأشكال، وهذا التنوع هو ما يجعلها أكثر جمالًا وحيويةً.

## الوحدة في التنوع

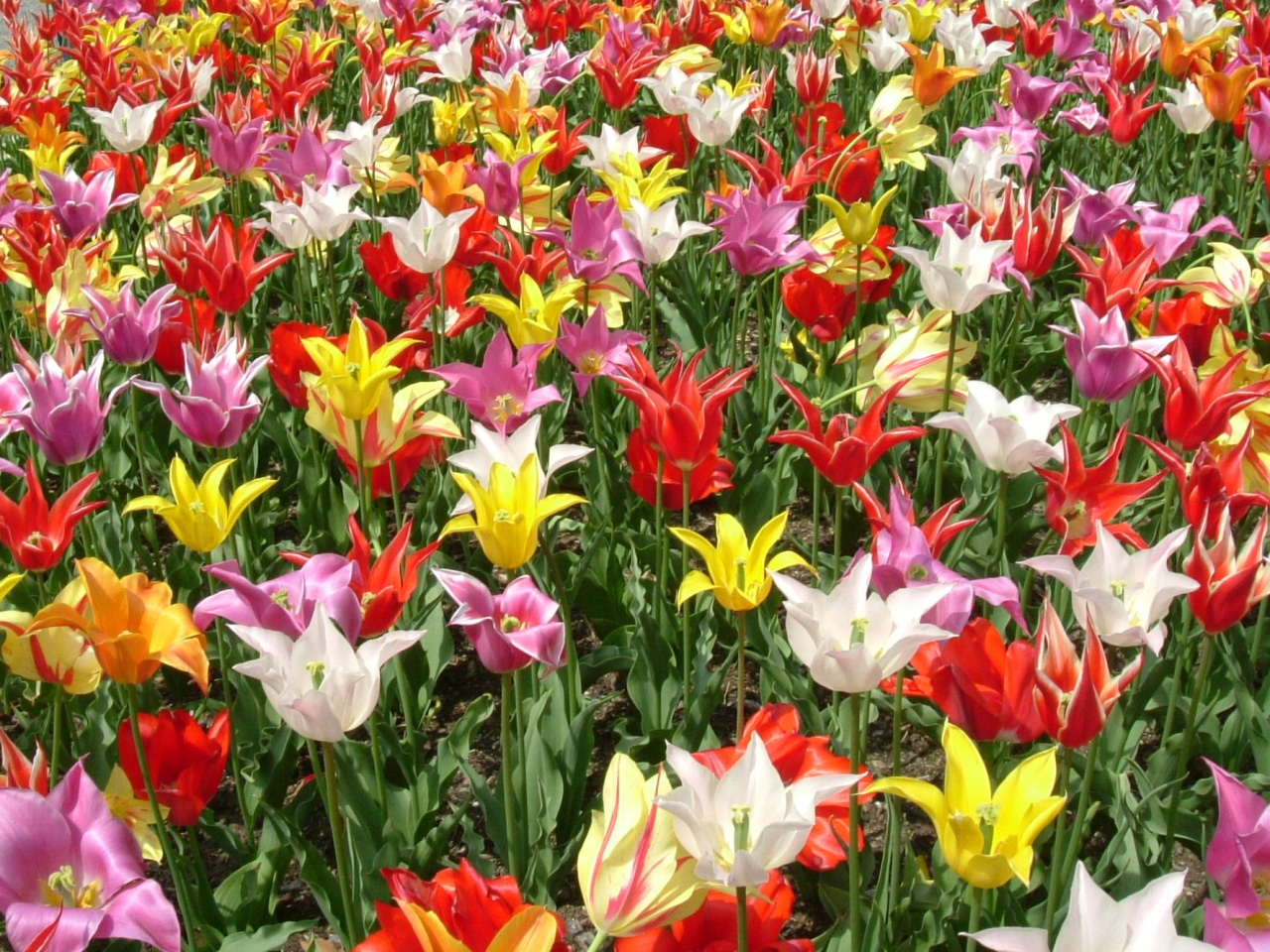
صورة تمثل الوحدة في التنوع

بينما تتحدث الكتابات البهائية عن وحدة العالم وشعوبه، فإن الوحدة لا تعني التوحيد، بل تؤكد الكتابات البهائية على قيمة التنوع الثقافي والوطني والفردي من خلال مبدأ الوحدة في التنوع الذي ينص على أن مع الاعتراف بوحدة الجنس البشري، يجب الاحتفاء بالتنوع الثقافي. تُوصَف الوحدة في التنوع بشكلٍ شائعٍ في الكتابات البهائية بتنوع أزهار الحديقة الواحدة، حيث تضيف ألوان وأشكال الأزهار المختلفة إلى جمال الحديقة وصفائها.

## الطبيعة البشرية
من وجهة النظر البهائية، فإنَّ الطبيعة الإنسانية هي روحيةٌ في جوهرها، لذا فإنَّ أساس قدرات الإنسان تنبع من الطاقات الكامنة في الروح الإنسانية. بعبارةٍ أخرى فإنَّ شخصية الإنسان وقدراته الفكرية والروحية تكمن في الروح حتى لو تم التعبير عنها بواسطة الحواس خلال فترة حياته القصيرة على وجه الأرض. يعتقد البهائيون بأنَّ الغرض الحقيقي للحياة على هذه الأرض هو الإعداد روحيًا، لأنَّ الحياة هي مرحلة تطورٍ يجب من خلالها التركيز على تطوير وتنمية حياة الروح والقدرات الفكرية والذهنية.
توضح الكتابات البهائية بأن الإنسان خُلِق نبيلًا. فالكائن البشري في الأساس لديه القدرة على أن يعكس الصفات الروحانية النبيلة، ويمتلك العقل والوجدان، بالإضافة إلى القدرة على البحث والفهم والتعاطف وخدمة الصّالح العام. وقد تم تشبيه الإنسان في الكتابات البهائية بمنجمٍ ملئٍ بالأحجار الكريمة، وبالتربية تظهر هذه الصفات الجميلة والكمالات الإنسانية إلى عالم الوجود وينتفع منها الجميع.
وبما أن جسم الإنسان مكوّنٌ من عناصر مختلفةٍ، وتؤدي وظائف متعددةٍ مثلما الحال في الحيوان، فإنه يتعرض خلال حياته إلى صعوباتٍ، ولديه حاجاتٌ جسميةٌ مثل الحيوانات، كالجوع، والرغبة الجنسية، والخوف، والألم، والغضب، والمرض.. إلخ. هذا الوضع يؤدي إلى خلق توترٍ وجهدٍ داخليٍ حيث إنَّ الاحتياجات الجسمانية والرغبات النفسية تدفع الفرد إلى التصرف بدنوٍ، بينما تدفعه الطبيعة الروحية نحو أهدافٍ ساميةٍ. لقد ذكر بهاء الله بأنَّ العمل والمثابرة لكبح جماح الرغبات الجسمانية وتوجيهها للاتجاه الصحيح هو أمرٌ ضروريٌ لعملية نمو الروح وتطورها. ومن أجل الوصول إلى درجة الكمال والاعتدال في الحياة يجب التوفيق والتلاؤم بين الاحتياجات الجسمانية والروحية. إنَّ الدين البهائي لا يُقرّ بأنَّ الرغبات الجسمانية للإنسان شريرةٌ أو سيئةٌ، ذلك لأنَّ مخلوقات الله سبحانه وتعالى خيرٌ محضٌ في جوهرها. وفي الواقع إنَّ الهدف الرئيسي لجسم الإنسان وقدراته هو أن يكون أداةً جيدةً لتطوير وتنمية روحه. ومع استمرار تحكم الروح بطاقات وقِوى الجسم، يصبح الجسم وسيلةً للتعبير عن الإمكانيات الروحية له، وتصبح الأهواء النفسية والشهوات عائقًا لرقي الروح وتقدمها.
ونظرًا لأنَّ الجسم هو الوسيلة لتجلّي الروح الإنسانية، فمن الأهمية الاهتمام والعناية به. فبهاءالله لا يشجع على الزهد والتقشّف وإنَّما يركز على المحافظة على صحة الجسم، ولهذا نلاحظ بأنَّ الكتابات البهائية احتوت على عددٍ من الأحكام العملية الخاصة بالعناية بالجسم مثل التغذية السليمة، الاستحمام المنتظم وتقليم الأظافر وغيرها. هذه الأحكام وغيرها من أحكام وتعاليم الدين البهائي تأخذ مبدأ الاعتدال فيها حيّزًا كبيرًا من حيث الأهمية، لأنَّ الأمور تكون ذات فائدةٍ ومنفعةٍ عندما يعتدل المرء في إجرائها، ومضرةً عندما يتطرف في تنفيذها.

## روابط خارجية
- ما يعتقده البهائيون